# Escherichia coli O104:H4
Escherichia coli O104:H4 is een gram-negatieve bacterie. Het is een zeer zeldzame enterohemorragische E. coli-stam (EHEC). Deze variant lijkt naast een vastgestelde resistentie voor een aantal antibiotica ook een negatievere prognose te kennen dan de meer courante EHEC-stammen. Een veel hoger percentage van de patiënten ontwikkelt ernstige renale complicaties: het hemolytisch-uremisch syndroom (kortweg HUS genoemd).

## Noord-Europese uitbraak in mei 2011
De EHEC-bacterie, zoals deze in de media werd genoemd, werd in mei 2011 in Duitsland in de omgeving van Hamburg als oorzaak van een aantal sterfgevallen aangewezen. Aanvankelijk werd aangenomen dat de besmetting de algemeen voorkomende stam O157:H7 betrof, maar later werd duidelijk dat het om de zeer zeldzame O104:H4-stam ging. Deze O104:H4-stam was slechts één keer eerder geïdentificeerd: in 2005 werd in Zuid-Korea een besmetting met deze EHEC-variant vastgesteld. De bron van die besmetting bleef onbekend.
De Duitse autoriteiten tastten de eerste weken volledig in het duister bij hun zoektocht naar de bron van de besmetting. Aanvankelijk werd de bron gezocht in besmette komkommers afkomstig uit Spanje, Denemarken en Nederland, maar deze berichten werden ook al snel weer in twijfel getrokken. Autoriteiten en laboratoria over de hele wereld meldden zich in de discussie. Op 4 juni meldden de Italianen zich bij monde van een Italiaanse deskundige van de Wereldgezondheidsorganisatie (WHO) die stelde dat de oorzaak in vlees moest worden gezocht en niet in groente en fruit. Ondertussen zochten de Duitse autoriteiten door en meldden ook op 4 juni dat het spoor mogelijk had geleid naar een restaurant in Lübeck. Een dag later werd lokaal geteelde biologische taugé genoemd als de waarschijnlijke oorzaak van de besmetting. Bij het naar buiten komen van dit bericht verscheen in de Nederlandse media aanvankelijk het bericht dat spruitjes de oorzaak waren, maar dit bleek te berusten op een vertaalfout.
De uitspraak dat het om een gemuteerde dodelijke bacterie ging, leidde in de Verenigde Staten tot kritiek. De Amerikanen hekelden de communicatie rondom de situatie en noemden het onverantwoordelijk om te spreken over een gemuteerde dodelijke bacterie.
Hoewel de autoriteiten in meerdere Europese landen duizenden monsters van levensmiddelen of restanten van voedsel hebben onderzocht, is er nooit een levende bacterie geïsoleerd die overeenkwam met de bacterie die uit de patiënten werd geïsoleerd. Desondanks leidde epidemiologisch onderzoek tot de conclusie dat de bron van de besmetting een partij besmette fenegriekzaden, geïmporteerd uit Egypte, moest zijn geweest. De conclusies van een speciale task-force van EFSA werden gepubliceerd op 5 juli 2011.

### Economische gevolgen
Naar aanleiding van de berichten dat de bron van de besmetting mogelijk Spaanse komkommers was verbood België de import van komkommers uit twee Spaanse bedrijven. Op 2 juni 2011 verbood Rusland de import van alle Europese groenten. Eerder had Rusland al een importverbod afgekondigd voor groenten uit Duitsland en Spanje Ook Libanon stelde een dergelijk importverbod in. 
In Nederland leden telers  grote schade doordat de export naar Duitsland vrijwel volledig stil kwam te liggen. Grote hoeveelheden komkommers, tomaten, sla, paprika's en courgettes waren  onverkoopbaar en moesten worden vernietigd.

### Verspreiding
Op 3 juni 2011 was de bacterie opgedoken in 12 landen, waren er circa 2000 mensen met verschijnselen van EHEC-infecties geregistreerd en bedroeg het aantal sterfgevallen 22 mensen.
Op 13 juni bedroeg het aantal sterfgevallen 36. 
Op 8 juni hebben deskundigen in het Duitse Maagdenburg op komkommerresten de O104:H4 variant van de EHEC-bacterie aangetroffen. De vondst werd gedaan in de vuilnisbak van een gezin dat lijdt aan een EHEC-besmetting.
In juli 2011 verbood de Europese Unie tijdelijk alle invoer van enkele soorten groentezaden afkomstig uit Egypte. De EU namen deze beslissing om de invoer van met de Escherichia coli O104:H4-bacterie besmet fenegriekzaad, dat waarschijnlijk de bron was van de EHEC-uitbraak in Duitsland en Frankrijk, te voorkomen.